# Les Hirondelles de Kaboul
 (mars 2017).
Si vous disposez d'ouvrages ou d'articles de référence ou si vous connaissez des sites web de qualité traitant du thème abordé ici, merci de compléter l'article en donnant les références utiles à sa vérifiabilité et en les liant à la section « Notes et références ».
Pour l’article homonyme, voir Les Hirondelles de Kaboul (film).
Les Hirondelles de Kaboul est un roman écrit en français par  l'auteur algérien Yasmina Khadra, édité en France en 2002.
Il fait partie d'une sorte de trilogie à propos de la situation de certains pays du Moyen-Orient, aux côtés de L'Attentat (2005, Israël et Palestine) et des Sirènes de Bagdad (2006, Irak).

## Synopsis
L'intrigue repose sur quatre personnages : Atiq et sa femme Mussarat, Mohsen Ramat et sa femme Zunaira. 
Ils vivent à Kaboul pendant la première période de gouvernement des talibans (1992-2003), marquée par des exécutions et lapidations publiques. Les femmes sont contraintes au port de la burqa (tchadri en pachtoune)
Atiq est le chef de la prison des femmes. Il est malheureux parce que son épouse est à l’agonie. Il ne se résout pas à la répudier, pratique pourtant courante, parce qu’elle lui a sauvé la vie pendant la guerre contre les Soviétiques. 
Mohsen et sa femme Zunaira, avocate et très belle, ont vu leurs carrières et leur style de vie réduits à néant par l’arrivée des talibans.
Un jour, Mohsen avoue à Zunaira qu’il a participé à la lapidation d’une femme et qu’il en a éprouvé une jouissance coupable. Devant ces aveux dictés par le désir de transparence et de vérité vis-à-vis de la femme qu’il aime, celle-ci est emportée par la colère. Plus tard, ils partent se promener dans Kaboul pour se réconcilier. Mais lors d’un contrôle, il est sommé d'aller à la mosquée la plus proche écouter le prêche, tandis que Zunaira doit l’attendre sous un soleil de plomb, emmitouflée dans son tchadri étouffant. De retour à la maison, Zunaira, de nouveau emportée, bouscule Mohsen qui tombe et se tue. Zunaira est condamnée expéditivement à mort pour avoir assassiné son époux et emprisonnée dans la prison dirigée par Atiq. 
Une fois en cellule, n'ayant plus rien à perdre, Zunaira rejette son tchadri et demeure prostrée. En voyant cette belle femme, Atiq en tombe amoureux. Mussarat constate le changement chez son époux et sachant que la maladie doit l'emporter dans quelques jours, elle propose de prendre la place de Zunaira.
La substitution se fait à l'insu de Zunaira, car elle aurait refusé de laisser une autre mourir à sa place. Elle pense qu’elle doit son salut à l’intervention d’une personnalité sollicitée par Atiq. Celui-ci la fait sortir de la prison dans la confusion qui accompagne le départ de la condamnée vers le lieu de l'exécution (un stade de foot) et lui fixe rendez-vous après cette cérémonie macabre. 
Atiq ne retrouve pas Zunaira après l'éxécution. Fou de douleur et d’amour, il court après chaque tchadri. Il commence à se déchaîner, arrache les voiles de chaque femme qu'il rencontre.

## Adaptation au cinéma
- 2019 : Les Hirondelles de Kaboul de Zabou Breitman et de Éléa Gobbé-Mévellec.